# Schwarzau am Steinfeld
Schwarzau am Steinfeld er en by i delstaten Niederösterreich i det østlige Østrig, med et indbyggertal på 1.924(2018) indbyggere.